# Achalinus hainanensis
Achalinus hainanensis е вид влечуго от семейство Xenodermatidae. Видът е уязвим и сериозно застрашен от изчезване.

## Разпространение
Разпространен е в Китай (Хайнан).